# Phyllophaga permagna
Phyllophaga permagna är en skalbaggsart som beskrevs av Moser 1918. Phyllophaga permagna ingår i släktet Phyllophaga och familjen Melolonthidae. Inga underarter finns listade i Catalogue of Life.